# Aina Elvius
Aina Margareta Elvius (Estocolmo, 26 de junio de 1917- 23 de mayo de 2019) fue una astrónoma sueca que trabajó como profesora de astronomía en la Universidad de Estocolmo y llegó a ser la directora del Observatorio de Estocolmo. Era conocida por su trabajo sobre la luz polarizada de las galaxias y sobre los núcleos de las galaxias activas. Además, fue la segunda mujer en ser elegida miembro de la Real Academia de Ciencias de Suecia.

## Biografía
Nació en Estocolmo el 26 de junio de 1917. En 1945, terminó su maestría en matemáticas, física, química y astronomía. En 1948, comenzó sus investigaciones sobre polarimétricos de galaxias, en 1951 publicó su primer estudio de polarización de la galaxia espiral M63, también llamada Galaxia del Girasol. Más tarde, John Scotville Hall la invitó a trabajar en el Observatorio Lowell (Arizona), donde realizó una serie de observaciones de la polarización de la luz de las galaxias y de las nebulosas de la Vía Láctea. Defendió su tesis doctoral en el Universidad de Estocolmo en 1956. Ese mismo año, se convirtió en profesora asociada de astronomía en dicho centro universitario. En 1960 obtuvo el doctorado en la Universidad de Uppsala y luego un puesto en el Consejo Sueco de Investigación Científica. Desde 1979 hasta 1981, trabajó como profesora en el Departamento de Astronomía, lo que la convierte en la primera profesora universitaria de esta disciplina en Suecia.

## Afiliaciones
Elvius llegó a ser miembro de la Real Academia de las Ciencias de Suecia en 1975. Fue la segunda mujer que entró dicha Academia, y la primera desde 1748. También, Elvius fue miembro de la Unión Astronómica Internacional.
Sus primeras investigaciones publicadas fueron cofirmadas con John S. Sala y se presentaron en el Lowell Observador del Observatorio Lowell. El primero artículo relevante fue presentado en 1964 y se tituló Polarimetric observations of NGC 5128 (Cent A) and other extragalactic objects. Dos años más tarde, presentó: Observations of the color and polarization of the reflection nebulae NGC 2068, NCG 7023 and the Merope Nebula obtained in three spectral regions. Su siguiente artículo de investigación fue: Observations of polarization and color in the nebulosity associated with the Pleiades cluster, que se editó en 1967.
Junto con Hannes Alfvén publicó en Science el artículo "Antimatter, Quasi-stellar Objects, and the Evolution of Galaxies," que apareció el 23 de mayo de 1969. En enero de 1972, Elvius presentó un artículo de investigación en la Unión Astronómica Internacional que tituló A Matter-Antimatter Model for Quasi-Stellar Objects. El año siguiente publicó otra investigación: Polarization of Light by Dust in Galaxies. Otro año más tarde, en enero de 1974, ella y dos científicos más presentaron el trabajo titulado The Low Density Symmetric Cosmology en la misma revista especializada.
Además, Aina Elvius fue editora de la colección From Plasma to Planet: Proceedings (Nobel Symposium). Esta estuvo publicada por John Wileyy & Sons en 1972, los temas investigados versaban sobre diversos aspectos de astronomía.